# Rhinolithodes wosnessenskii
Rhinolithodes wosnessenskii is een tienpotigensoort uit de familie van de Lithodidae. De wetenschappelijke naam van de soort is voor het eerst geldig gepubliceerd in 1848 door Brandt.